# Australische Badmintonmeisterschaft 1960
Die Australische Badmintonmeisterschaft 1960 fand in Melbourne statt. Es war die 19. Austragung der Badmintontitelkämpfe von Australien.

## Titelträger
| Disziplin    | Sieger                   |
| ------------ | ------------------------ |
| Herreneinzel | Ong Eng Hong             |
| Dameneinzel  | June Bevan               |
| Herrendoppel | Ong Soo Kit Andrew Ong   |
| Damendoppel  | June Bevan June Turnbull |
| Mixed        | Don Murray June Bevan    |